# Estación Mari Lauquen
Mari Lauquen es una estación ferroviaria del Ferrocarril Domingo Faustino Sarmiento de la red ferroviaria argentina, en el ramal que une las estaciones Once y Toay. Se encuentra en las áreas rurales del partido de Trenque Lauquen, Provincia de Buenos Aires, Argentina.

## Servicios
No presta servicios de pasajeros desde principios de la década de 2000. Sus vías están concesionadas a la empresa de cargas Ferroexpreso Pampeano.

## Historia
Esta estación del Ferrocarril del Oeste fue fundada en 1898. Su nombre, en lengua castellana significa “Diez Lagunas”.
Celedonio y Eulogio Pereda construyeron un galpón al lado de la estación para depositar cereal y así integrarse al modelo agroexportador que se afianzaba en el país y del cual Mari Lauquen no quedaría afuera.